# 子宮內膜增生症
子宮內膜增生症（endometrial hyperplasia）是子宫内膜过度增生的状态，临床可表现为异常子宫出血。此症属增生症的一種，也是多囊卵巢綜合症的症狀之一，如果沒有接受適當的治療，可能會進一步導致子宮內膜癌的發生。根据子宫内膜组织结构和细胞学异常情况，子宮內膜增生症分为单纯性增生、复杂性增生和不典型增生。

## 原因
當動情激素長時間對子宮內膜刺激，且子宮內膜缺乏黃體素的保護時，子宮內膜增生的現象將會發生。

## 症狀
- 不正常的陰道出血。
- 月經不規則，周期縮短或延長。

## 分型
- 傳統分法:

囊性增生（Cystic hyperplasia）
腺瘤性增生（Adenomatous hyperplasia）
異型腺瘤性增生（Atypical adenomatous hyperplasia）
- ISGP 分法:

單純增生
複雜增生
不典型增生